# Incêndio no Porto de Santos em 2015
O Incêndio no Porto de Santos em 2015 foi um incêndio em tanques de gasolina e etanol da empresa Ultracargo, localizado no porto de Santos, na Baixada Santista. O incêndio teve início no dia 2 de abril, por volta das 10 horas, e foi extinguido completamente apenas em 10 de abril, totalizando nove dias de incêndio. O incêndio trouxe várias consequências para os moradores das redondezas como complicações respiratórias e chuva ácida. Para tentar conter as chamas, foram utilizados mais de oito bilhões de litros de água salgada, que posteriormente retornou ao mar e causou a morte de sete toneladas de peixes, por conta da diminuição da taxa de oxigênio na água. Além disso, cerca de 426 mil litros de espuma e outros produtos químicos, como o fornecido pela Infraero por meio de uma avião Força Aérea Brasileira (FAB), foram utilizados para combater o evento.
Segundo o Ministério Público Federal (MPF), o acidente foi ocasionando por falha operacional nas tubulações de sucção e descarga de bombas, as quais operavam fechadas e levaram à ruptura de uma válvula.

## Consequências
Parte da água, a espuma e produtos químicos utilizados no combate ao incêndio não ficaram contidos no terminal portuário e atingiram regiões de manguezal e estuário de Santos à temperatura de 36°C. Esse fato levou à morte de cerca de nove toneladas de 142 espécies de peixes, das quais 15 estavam ameaçadas de extinção.
Desta forma, a Companhia Ambiental do Estado de São Paulo (Cetesb) aplicou multa de R$22,5 milhões ao grupo Ultracargo por lançamento de efluentes líquidos nas águas, efluentes gasosos na atmosfera, mortandade de peixes e por colocar em risco as comunidades próximas. Além disso, o órgão ambiental exigiu que a empresa aprimore suas instalações de modo a obter a licença ambiental necessária para readequar seu complexo de tanques de armazenamento de  produtos químicos.

O Ministério Público do Estado de São Paulo (MPSP) pede uma indenização no valor de R$3,6 bilhões em função dos danos ambientais causados pela empresa. Até o momento, no entanto, foi assinado acordo no valor de R$67,3 milhões entre o MPF, MP e a Ultracargo para compensação à comunidade local em relação aos danos causados.